# 사용 설명서

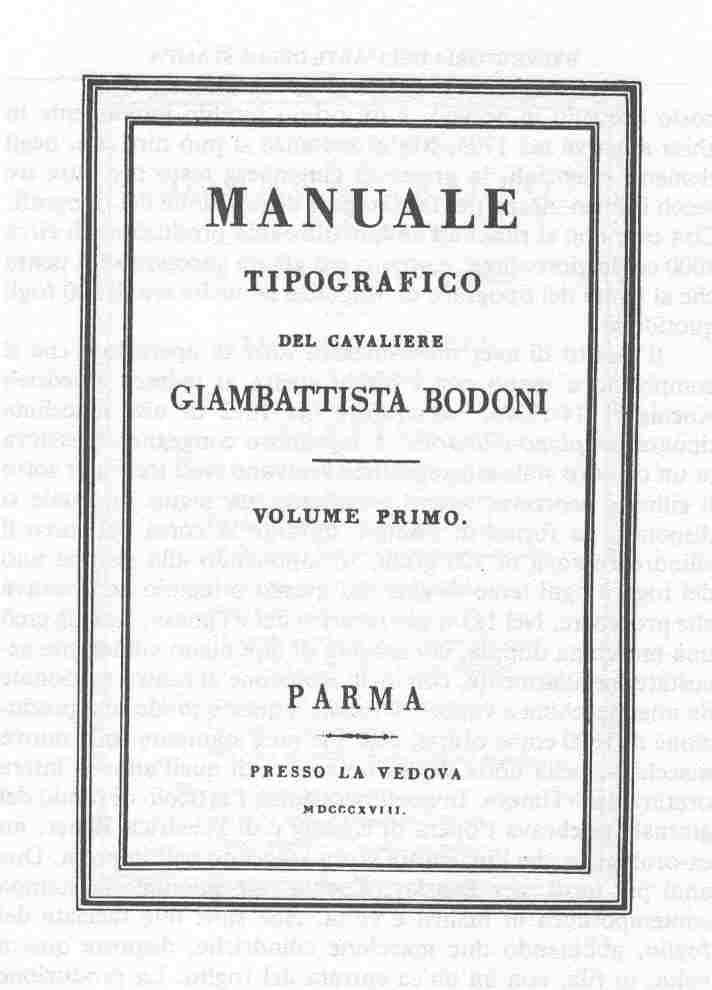

사용 설명서(使用說明書), 유저 매뉴얼(user manual, 흔히 '메뉴얼'로 오기), 유저 가이드(user guide)는 특정 제품, 서비스 또는 애플리케이션을 사용하는 사람들에게 도움을 제공하기 위한 기술 소통 문서이다. 기술 전문 저술가(테크니컬 라이터)가 작성하는 것이 보통이지만 사용 설명서는 특히 소기업에서는 프로그래머, 제품 및 프로젝트 관리자, 기타 기술 직원이 작성하는 경우도 있다.
기기(기계), 소프트웨어 등의 기능 및 사용법을 설명한 글로서 전자 제품, 컴퓨터 하드웨어, 소프트웨어에 연동된다.
대부분의 사용 설명서에는 서면 가이드 및 관련 그림, 다이어그램들을 포함하고 있다. 컴퓨터 응용 프로그램의 경우 일반적으로 인간 기계 인터페이스의 스크린샷을 포함하고 있으며, 하드웨어 설명서에는 분명하고 단순한 다이어그램이 자주 포함된다.

## 역사
사용 설명서는 고대 장치에서 발견되었다. 한 예로 안티키티라 기계가 있으며, 이는 1900년 그리스 섬 안티키테라 섬의 해안에서 발견된 2000년 된 그리스의 아날로그 컴퓨터이다.

## 같이 보기
- Man page